# Tap Dance
Tap Dance ist ein US-amerikanischer Spielfilm aus dem Jahre 1989.

## Handlung
Max Washington ist ein Dieb, der zwei Jahre im Gefängnis saß. Er ist der Sohn eines großen Meisters des Stepptanzes und selbst auch hochtalentiert. Jedoch hat er einen anderen Weg ins Leben eingeschlagen als sein Vater, um schneller an Geld zu kommen. Auf Bewährung in Freiheit nimmt er einen Job als Tellerwäscher in einem Restaurant an. Er besucht das Tanzstudio seines verstorbenen Vaters, wo dessen enger Mitarbeiter Little Mo mit Tochter Amy (ehemals die große Liebe von Max) und ihrem Sohn im Teenageralter Louis leben. Mo hat große Pläne und erhofft sich die Hilfe von Max. Das Geld ist Max jedoch näher als der Tanz. Er schließt sich wieder den alten Kumpels an, die einen neuen Coup planen. Amy versucht alles, um Max von weiteren Diebstählen abzuhalten. Sie ist verantwortlich für die Besetzung von Tänzern in einer Broadwayshow und überredet Max als Tänzer dort anzufangen. Das letzte Wort hat jedoch der Regisseur und der ist eifersüchtig auf Amy und Max. Obwohl Max erheblich besser ist als andere Tänzer, erhält er das Engagement nicht. 
Nach diesem misslungenen Versuch, zum Tanz zurückzukehren, möchte Max überhaupt nicht mehr tanzen. Little Mo gibt dennoch nicht auf, Max zu einer Probe mit ihm zu überreden. Er solle sich um Broadwayshows und Musicals kümmern – der Stepptanz wäre sein Leben. Max führt dennoch mit seinen Kumpels einen Einbruch durch, bei dem sie Schmuck stehlen. Der Einbruch gelingt, doch erinnert Max auf der Flucht das Tropfen von Wasser aus einem Rohr an den Rhythmus des Stepptanzes. Endlich wird ihm bewusst, was sein wahrer Lebensinhalt ist. Er bringt die Juwelen zurück in den Tresor und kommt am anderen Morgen zu Little Mo zur Probe.

## Hintergrund
Der Film führt die Legenden des Stepptanzes in einem Film zusammen. Neben Gregory Hines und Sammy Davis Jr. treten die Veteranen des Stepptanzes Sandman Sims, Bunny Briggs, Harold Nicholas, Arthur Duncan, Pat Rico und Steve Condos auf. Selbst der damals erst 16-jährige Savion Glover in der Rolle des Sohnes von Amy gehört heute zu den besten Steptänzern der USA. Er trat später bei der Abschlussfeier der Olympischen Winterspiele 2002 in Salt Lake City und bei der Millenniums-Silvester-Show von Barbra Streisand als Master Time in Las Vegas auf. Für Sammy Davis Jr., der ein halbes Jahr nach der Filmpremiere an Kehlkopfkrebs erkrankte, war es sein letzter Kinofilm.

## Kritiken
Heyne-Filmjahrbuch: „Ausgeklügelte Choreographie von Henry Le-Tang und eine hervorragende Besetzung. Mitreißend: Sammy Davis, Jr. als legendärer Tap-Veteran und Gregory Hines, der den Max temperamentvoll, sensibel und nuanciert spielt.“